# Étienne Desmarteau

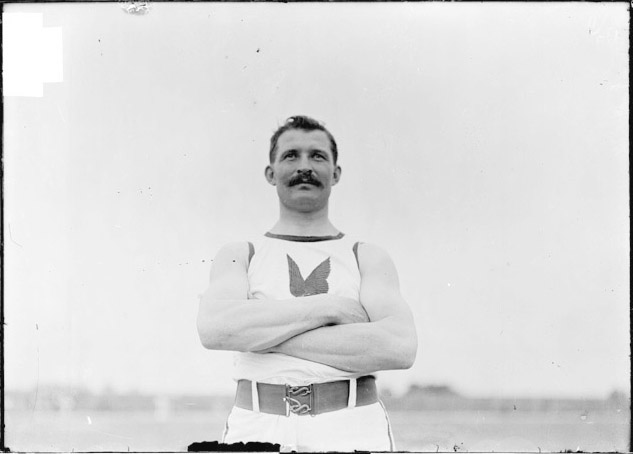
Étienne Desmarteau

Joseph-Étienne Desmarteau (* 4. Februar 1873 in Boucherville, Québec; † 29. Oktober 1905 in Montreal) war ein kanadischer Leichtathlet.
Desmarteau gewann 1902 die Meisterschaft der US-amerikanischen Amateur Athletic Union (AAU) im Gewichtweitwurf vor dem Hammerwerfer John Flanagan. Flanagan und Desmarteau waren auch die beiden Favoriten für die Olympischen Spiele 1904 in St. Louis, wo der Gewichtweitwurf erstmals auf dem Programm stand.
Allerdings war es für Desmarteau nicht so einfach, überhaupt nach St. Louis zu fahren. Als Angehöriger des Polizeicorps von Montreal beantragte er für die Teilnahme an den Olympischen Spielen Urlaub, der ihm nicht gewährt wurde. Er fuhr dann trotzdem, verlor aber deshalb seine Anstellung.
In St. Louis gewann Desmarteau den Gewichtweitwurf mit einer Weite von 10,46 m vor John Flanagan, der auf 10,16 m kam. Der Gewichtweitwurf wurde nur 1904 und 1920 in Antwerpen als olympische Disziplin ausgetragen, 1920 gewann Pat McDonald. Desmarteau war nach dem Läufer George Orton der zweite kanadische Olympiasieger in der Leichtathletik. 1905 starb Desmarteau im Alter von 32 Jahren an Typhus.
Vor den Olympischen Spielen 1976 wurde in Montreal zu seinen Ehren das Centre Étienne-Desmarteau eingeweiht, in dem die olympischen Turniere der Männer und Frauen im Basketball ausgetragen wurden.